# Talca (geslacht)
Talca is een geslacht van vlinders van de familie spanners (Geometridae), uit de onderfamilie Ennominae.

## Soorten
- T. absconda Heimlich, 1960
- T. incurva Rindge, 1971